# فولرا
فولرا (به انگلیسی: Phulera) یک منطقهٔ مسکونی در هند است که در بخش جیپور واقع شده‌است. فولرا ۲۰۸ کیلومتر مربع مساحت و ۲۶٬۰۹۱ نفر جمعیت دارد و ۳۸۷ متر بالاتر از سطح دریا واقع شده‌است.